# 阿拉伦达
阿拉伦达是巴西塞阿拉州的一个市镇。总面积344.132平方公里，总人口10600人，人口密度30.8人/平方公里。